# Allée de l'Accroissement
L'allée de l'Accroissement est une voie de circulation des jardins de Versailles, en France.

## Description
L'allée de l'Accroissement débute au sud sur l'avenue de la Division-Leclerc et se termine environ 1 600 m au nord sur l'allée de la Ceinture.